# Marcus Annaeus Lucanus
Marcus Annaeus Lucanus (n. 3 noiembrie 39 AD - d. 30 aprilie 65 d.Hr.), mai bine cunoscut ca Lucan, a fost un poet roman, născut în Corduba (azi Cordoba), în Hispania Baetica. În ciuda scurtei sale vieți, el este privit ca una dintre figurile remarcabile din perioada clasică latină. Tinerețea sa și viteza creației îl deosebesc de alți poeți.
Scrierile sale sunt remarcabile prin predilecția pentru pitoresc și culoare, putere de evocare realistă, concizie tăioasă sau amplificări retorice ale stilului.

## Biografie
Pe 3 noiembrie 39 se naște la Cordoba, ca fiu al lui Annaeus Mela și nepot al oratorului din oraș Acilius Lucanus, celebru în acea perioadă, de la care a luat numele său. Mama poetului, Acilia, era sora acestui orator. În 47 ajunge la Roma, adus de părinții săi, unde devine ucenicul unchiului său patern, Lucius Annaeus Seneca, filozoful și totodată, perceptorul viitorului împărat roman Nero. Lucanus începe să studieze cu rectorul Verginius Flavius, cu gramaticul Palemon și cu filozoful stoic Annaeus Cornutus. În 53 ajunge împărat Nero, Lucanus devenind favoritul acestuia, dar tot din cauza împăratului va fi și condamnat la moarte prin sinucidere.
În 54 Lucanus compune și recită primele sale poeme în greacă și latină. În 58 pleacă în Grecia pentru a-și definitiva studiile, anul următor este rechemat la Roma de către Nero, care îl introduce în cenaclul curții imperiale.
În 60 participă la Jocurile Cvincvenale, unde dobândește o faimă literară deosebită, datorită recitării unui elogiu pentru Nero. În același an compune poemul Coborârea lui Orfeu în infern, iar peste 2-3 ani compune primele trei cânturi din Farsalia.
În 61 este numit cvestor de împărat, apoi este numit augur.
În 62 apare ruptura definitivă între împărat și poet, căruia i se interzice să publice și să recite în public, astfel că Lucanus scrie din ce în ce mai multe poeme violente contra împăratului.

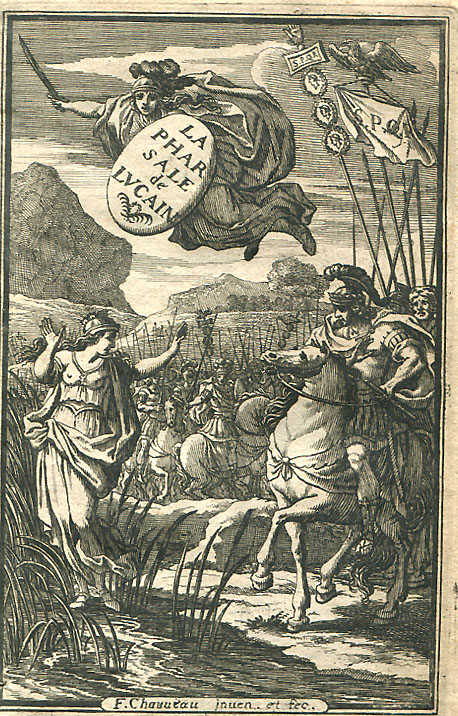
Coperta traducerii în franceză a lucrării Pharsalia, 1657

În 65 se descoperă Conspirația lui Piso împotriva lui Nero. Pe 3 aprilie 65, în urma acuzațiilor că ar fi participat la conspirația lui Calpurnius Piso primește ordinul imperial de a se sinucide. Poetul oferă un banchet strălucit prietenilor săi, apoi poruncește medicului personal să-i taie venele în baie. Moare recitând versurile din Farsalia care descriu moartea asemănătoare a unui soldat. Acestea au fost ultimele lui cuvinte.
Trei ani mai târziu, în 68, este ucis împăratul Nero.

## Opera
Lucrări care au supraviețuit:
- Farsalia (Despre războiul civil[7]), despre războiul dintre Iulius Caesar și Pompeius

Lucrări care adesea îi sunt atribuite (dar unii consideră că sunt scrise de alții autori):
- Laus Pisonis (Elogiu lui Piso)

Lucrări pierdute:
- Catachthonion
- Iliacon din ciclul Troiei
- Epigrammata
- Adlocutio ad Pollam
- Silvae
- Saturnalia
- Medea
- Salticae Fabulae
- Laudes Neronis, un elogiu către Nero
- Orpheus
- Prosa oratio in Octavium Sagittam
- Epistulae ex Campania
- De Incendio Urbis, despre incendierea Romei din 64, atribuită lui Nero

## Vlahii evocați în versuri
«Illic bellaci confisus gente Curetum,
Quos alit Adriatico tellus circumflua ponto»
Comunitatea de vlahi este evocată pe insula Veglia în primul verset; Insula Veglia se numește în latină: Curicta, ea fiind actualmente Krk, prima insulă din Marea Adriatică din punctul de vedere al suprafeței.